# 原岡文子
原岡 文子（はらおか ふみこ、1947年(昭和22年)7月3日 - ）は、国文学者、聖心女子大学名誉教授。
東京都目黒区生まれ。東京女子大学文理学部卒業、1978年東京大学大学院人文科学研究科博士課程（国文学）単位取得退学。共立女子短期大学助教授、1993年聖心女子大学教授。2004年「源氏物語の人物と表現 その両義的展開」で東大博士（文学）。

## 著書
- 『源氏物語両義の糸 人物・表現をめぐって』有精堂出版、1991
- 『源氏物語の人物と表現 その両義的展開』翰林書房、2003
- 『『源氏物語』に仕掛けられた謎: 「若紫」からのメッセージ』角川叢書、2008

### 校注訳注など
- 『源氏物語 若紫』校注 有精堂校注叢書、1987
- 『源氏物語花の五十四帖 岡田広山がいける』名鏡勝朗撮影 求龍堂、2001
- 『更級日記 現代語訳付き』訳注 角川ソフィア文庫、2003
- 『国文学「解釈と鑑賞」別冊　源氏物語の鑑賞と基礎知識 no.41　宿木 前半』編 至文堂、2005

## 参考
- [ISBN　978-4-04-702141-9]
- 『現代日本人名録』2002年